# Keops A/S
Keops A/S är ett danskt fastighetsbolag. Affärsidén är att skapa inlåsta fastighetsstrukturer och belåna dessa högt med dels traditionella fastighetshypotek, dels med obligationer. Därigenom uppnås en hög hävstångseffekt.
Keops är ett av Europas största fastighetsbolag med stora innehav i Skandinavien och Tyskland.